# Leucoxene
Il leucoxene è un minerale titanifero dalla incerta definizione mineralogica. 
Tipico prodotto di alterazione di ossidi di ferro e titanio, in particolare l'ilmenite.